# Sydney Smith (Mediziner)
Sir Sydney Alfred Smith (* 4. August 1883 Roxburgh (Neuseeland); † 8. Mai 1969 in Edinburgh) war ein britischer Rechtsmediziner.

## Leben
Smith besuchte die öffentliche Schule in Roxburgh und das Victoria College (Neuseeland). Später ging er an die University of Edinburgh in Schottland. Nach einer kurzen Zeit in der Allgemeinmedizin wurde er auf Anregung von Harvey Littlejohn Assistent in der Abteilung für Rechtsmedizin. 1914 wurde er promoviert. Von 1928 bis 1953 war er Regius Professor of Forensic Medicine (Edinburgh). 1949 wurde er als Knight Bachelor geadelt. Von 1954 bis 1957 war er Rektor der Universität Edinburgh. Seit 1929 war er Mitglied der Royal Society of Edinburgh.